# 대종교유지재단
대종교유지재단은 대종교의 사업인 시교, 설당, 선도, 종교교육 등을 하는데 필요한 재산 제공 및 경비조달, 재산유지관리를 위하여 1958년 4월 8일 설립된 문화체육관광부 소관의 재단법인이다. 사무실은 대한민국 서울특별시 서대문구 홍은 2동 13-78에 있다.

## 주요 사업
- 기본재산의 조성 및 확대를 위한 사업, 기본재산의 유지관리, 적당한 수익사업 등